# Haldensleben
Haldensleben é uma cidade da Alemanha, situada no distrito de Börde, no estado de Saxônia-Anhalt. Tem 156,15 km² de área, e sua população em 2019 foi estimada em 19.143 habitantes.